# IC咖啡
IC咖啡是中華人民共和國一家咖啡館連鎖企業，2012年成立於上海市浦東新區張江高科技園區。該企業由集成电路行业領域人士發起，目的是為行業人物提供合作交流的平台。後IC咖啡逐步向中國其他城市拓展。

## 外部連結
- 官方网站